# That 1 Guy
Майк Си́лверман (Mike Silverman), более известный как That 1 Guy — американский музыкант, проживающий в Лас-Вегасе. Зачастую он выступает и записывает свою музыку как «человек-оркестр», исполняя вокальные партии под аккомпанемент разнообразных самодельных инструментов.

## Биография
Силверман окончил Консерваторию Сан-Франциско по классу контрабаса и в 1990-х годах развивал карьеру на прогрессив-джазовой сцене, исполняя обязанности концертного и студийного музыканта. Он начинал профессиональную деятельность в коллективе The Fabulous Hedgehogs, игравшем фанк, рокабилли и джаз, впоследствии разработал свой собственный стиль сольного исполнения и приобрёл славу благодаря своей ритм-секции из одного человека, в которой соединялись традиционная и слэповая игра на контрабасе с элементами перкуссии, полученных при помощи корпуса инструмента. Почувствовав себя ограниченным своим инструментом и плотным графиком выступлений и записей для других музыкантов, Силверман начал разрабатывать новый инструмент, который расширил бы его возможности к созданию собственной музыки. Сначала он хотел прибегнуть к помощи профессионалов, но по финансовым причинам решил делать его самостоятельно. В итоге была создана двухметровая «волшебная труба» (англ. Magic Pipe), состоящая из стальных водопроводных труб и муфт, басовых струн и триггеров.
С тех пор Силверман развивал карьеру в качестве «человека-оркестра» под сценическим именем That 1 Guy, сначала играя на контрабасе, затем исполняя вокальные и битбоксинговые партии под аккомпанемент «волшебной трубы», «поющей» пилы, различных перкуссионных устройств, а также с применением цифровых петель и семплов. На его творчество оказали влияние Drums & Tuba, Rush, Фрэнк Заппа, Капитаном Бифхартом и Доктор Сьюз, как в отношении его текстов, так и самодельных инструментов. Он принимал участие в записи пластинки Orphans: Brawlers, Bawlers & Bastards Тома Уэйтса, который также повлиял на Силвермана. Он давал концерты вместе с авангардным гитаристом Бакетхэдом, с которым также записал совместный альбом под именем Frankenstein Brothers.

## Дискография

### Студийные альбомы
- Let’s Hear That 1 Guy (1996)
- Songs in the Key of Beotch (2000)
- The Moon Is Disgusting (2007)
- Mustaches Remix EP (2009)
- Packs a Wallop! (2010)
- Poseidon’s Deep Water Adventure Friends (2014)

### Frankenstein Brothers (с Бакетхэдом)
- Bolt on Neck (2008)

### DVD
- Live in the Land of Oz (2007)